# Leibniz-Gymnasium Pirmasens
Das Leibniz-Gymnasium Pirmasens (LGP) ist ein allgemeinbildendes Gymnasium im Stadtzentrum von Pirmasens, Rheinland-Pfalz. Nach der Gründung als Oberrealschule im Dreikaiserjahr 1888 wurde nach vielen kleineren Umbenennungen im Jahr 1964 als Namensgeber Gottfried Wilhelm Leibniz ausgewählt. Dieser repräsentiert auf besonders gute Weise den allgemeinbildenden Ansatz des Gymnasiums mit dem eher naturwissenschaftlichen Schwerpunkt.

## Geschichte
1888 wurde die Schule als vierkursige Realschule im Südflügel der Exerzierplatzschule eröffnet. 1892 erfolgte der Umzug in den Neubau in der Luisenstraße. Das Schulhaus wurde bei Bombenangriffen 1944 stark beschädigt und 1945 vollständig zerstört. Nach dem Krieg wurde an alter Stelle ein Neubau errichtet, der 1955 bezogen werden konnte. 1964 erfolgte die Umbenennung der Schule in Staatliches Leibniz-Gymnasium.

## Namensgebung
| Zeitraum     | Name                                                                                 |
| 1888–1892    | Vierkursige königliche Realschule                                                    |
| 1892–1918    | Königliche Realschule                                                                |
| 1918–1927    | Realschule                                                                           |
| 1926–1927    | Realschule und städtische Oberrealanstalt                                            |
| 1927–1938    | Oberrealschule                                                                       |
| 1939–1945    | Oberschule                                                                           |
| 1945–1950    | Oberrealschule                                                                       |
| 1950–1959    | Naturwissenschaftliches Gymnasium                                                    |
| 1959–1964    | Staatlich mathematisch-naturwissenschaftliches Gymnasium                             |
| 1964         | Staatliches neusprachliches und mathematisch-naturwissenschaftliches Gymnasium       |
| 1964–1977    | Staatliches Leibniz-Gymnasium (neusprachlich und mathematisch-naturwissenschaftlich) |
| 1977–1992    | Staatliches Leibniz-Gymnasium                                                        |
| 1992 – heute | Leibniz-Gymnasium                                                                    |